# József Veres
József Veres (* 25. August 1906 in Diósgyőr, Komitat Borsod; † 29. Juni 1993 in Budapest) war ein Politiker in der Volksrepublik Ungarn, der unter anderem von 1958 bis 1963 als Vorsitzender des Exekutivkomitees des Budapester Stadtrates Bürgermeister der Hauptstadt sowie zwischen 1963 und 1970 Arbeitsminister war.

## Leben

### Berufsausbildung, Metallarbeiter und Gewerkschaftsfunktionär
József Veres war einer von sieben Söhnen des Metzgergehilfen und Wirtes András Veres (1874–1913) und dessen Ehefrau Mária Nagy (1883–1921). Die Familie zerbrach nach dem Tod seines Vaters, woraufhin er von einem in Cegléd lebenden Onkel aufgezogen wurde. Dieser wurde zu seinem Vormund ernannt. Veres konnte nur drei Grundschulklassen besuchen und musste dann als Lieferjunge in einer Buchhandlung arbeiten, wo er zum ersten Mal mit politischer Literatur in Berührung kam. Später machte er eine Berufsausbildung zum Schmied, erwarb einen Gesellenbrief und zog in die damalige Großgemeinde Pestszenterzsébet. Nach dem Gesellenbrief lebte er dort von Gelegenheitsarbeiten, dann arbeitete er von 1927 bis 1937 als Schlosser in der Waffen- und Maschinenfabrik Fegyver és Gépgyár Rt. (FÉG). Für kurze Zeit war er Mitglied der Arbeiterabteilung der Nationalen Einheitspartei NEP (Nemzeti Egység Pártja) sowie des Nationalen Arbeitszentrums und beteiligte sich an der Gründung der Organisation des Ungarischen Zukunftsbundes (Magyar Jövő Szövetség) in Pestszenterzsébet. Er wurde zudem Mitglied des Doppelkreuz-Blutbundes (Kettőskereszt Vérzövetség) und interessierte sich ab 1933 verstärkt für die unterschiedlichen Ideologien der nationalen und internationalen Arbeiterbewegung. Er besuchte regelmäßig Vorträge und Esperantokurse der Metallarbeitergewerkschaft (Vasas Szakszervezeti Szövetség) und schloss sich 1934 der Nationalkommunistischen Bewegung (Nemzeti Kommunista Mozgalma) von Aladár Weisshaus an, einer der Führer der Ungarischen Allgemeinen Arbeitergewerkschaft (Magyar Általános Munkásszövetség), die als Deckmantel der Bewegung fungierte. Er war von 1937 bis 1944 Mitarbeiter der Ungarischen Siemens-Schuckertwerke und trat nach der Verhaftung von Weisshaus 1937 dem Zentralverband der ungarischen Eisen- und Metallarbeiter (Magyarországi Vas- és Fémmunkások Központi Szövetség) und zugleich der Sozialdemokratischen Partei Ungarns MSZDP (Magyarországi Szociáldemokrata Párt) bei.
1941 trat Veres, zu dieser Zeit Mitarbeiter der Manfréd Weiss Stahl- und Metallwerke in der Großgemiende Csepel, als Mitglied der illegalen Partei der Kommunisten Ungarns (KMP) bei. Er wurde im Juli 1942 wegen Mitgliedschaft in einer kommunistischer Organisation verhaftet und zu sechs Monaten Gefängnis verurteilt. Nach seiner Entlassung kehrte er für kurze Zeit in seinen Beruf zurück, stand jedoch unter polizeilicher Überwachung. Dann wurde er im Juni 1944 aufgrund seiner politischen Vergangenheit einer Strafstaffel zugeteilt und floh wenige Tage vor dem Putsch der faschistisch-antisemitischen Pfeilkreuzler-Partei – Hungaristische Bewegung NYKP-HM (Nyilaskeresztes Párt – Hungarista Mozgalom) am 16. Oktober 1944. Daraufhin versteckte er sich in der Hauptstadt bis zum Eintreffen der sowjetischen Roten Armee während der Schlacht um Budapest (29. Oktober 1944 bis 13. Februar 1945).

### Abgeordneter, Staatssekretär, Verhaftung und Parteiausschluss

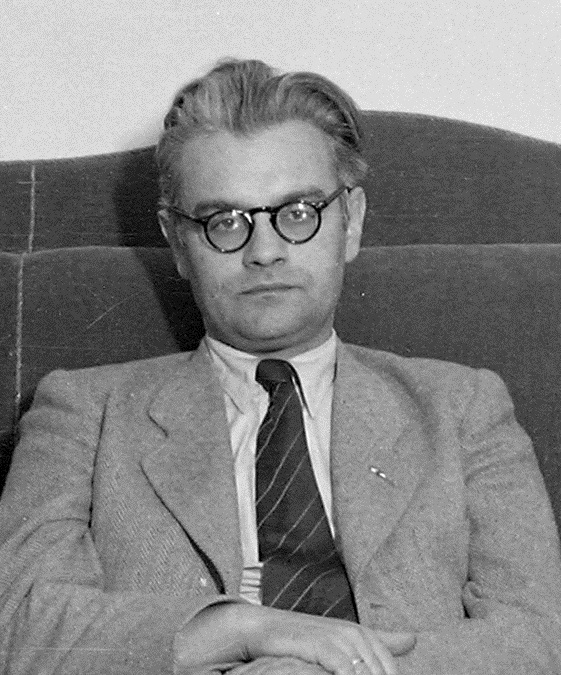
Unter Innenminister Sándor Zöld war József Veres bis zu seiner Verhaftung am 19. April 1951 Staatssekretär und 1. Stellvertretender Innenminister.

Nach der Befreiung Ungarns zum Ende des Zweiten Weltkrieges war Veres zwischen Januar 1945 und Januar 1946 erst Organisator des MKP-Parteikomitees von Pestszenterzsébet sowie daraufhin von Januar bis Dezember 1946 Sekretär des Parteikomitees der Stadt Pestszentlőrinc, sowie Organisationssekretär des Parteikomitees von Kőbánya, dem X. Budapester Bezirk. Er war Delegierter auf dem III. Parteikongress und hielt eine Rede, in der er ausschließlich auf die große Hilfe der Dorfbewohner für die Budapester einging. Zu dieser Zeit absolvierte er 1945 ferner die Parteischule und wurde für die MKP am 2. April 1945 Abgeordneter der Provisorischen Nationalversammlung, in der er bis zum 4. November 1945 Budapest vertrat. Seine Tätigkeit als Organisationssekretär wurde auch in der Parteizentrale wahrgenommen, so dass er von Januar 1947 bis Oktober 1948 Leiter der Organisationsabteilung des MKP-Komitees von Groß-Budapest war. Hier lernte er den späteren Staats- und Parteichef János Kádár kennen, mit dem er sich eng anfreundete.
Nachdem Kádár am 5. August 1948 Innenminister wurde, übernahm József Veres zwischen Oktober 1948 und dem 30. Juni 1950 den Posten als Abteilungsleiter und Leiter der Staatspolizei im Innenministerium. Bei der Parlamentswahl am 15. Mai 1949 wurde er für die Partei der Ungarischen Werktätigen MDP (Magyar Dolgozók Pártja), die nach der Zusammenlegung der MKP mit der MSZDP am 12. Juni 1948 entstanden war, zum Mitglied des Parlaments gewählt und vertrat in diesem bis zum 19. April 1951 die Nationale Liste der Volksfront der Ungarischen Unabhängigkeit MFN (Magyar Függetlenségi Népfront). Nachdem Sándor Zöld am 23. Juni 1950 Kádárs Nachfolger als Innenminister wurde, übernahm Veres von Szöld am 1. Juli 1950 den Posten als Staatssekretär im Innenministerium und fungierte daraufhin unter Szöld zwischen dem 27. Januar und dem 19. April 1951 als 1. Stellvertretender Innenminister.
Am 19. April 1951 wurde Veres von der Staatsschutzbehörde ÁVH (Államvédelmi Hatóság) verhaftet, aus der Partei ausgeschlossen und gleichzeitig von seines Parlamentsmandat entbunden. Nach Beginn des Prozesses gegen János Kádár wurde er als Nebenangeklagter im Prozess gegen István Tariska und andere ebenfalls angeklagt. Aufgrund erfundener Anschuldigungen wurde er zu fünfzehn Jahren Gefängnis verurteilt, die nach Rücknahme der Berufung am 20. Oktober 1951 rechtskräftig wurden. Von seiner ersten Ehefrau wurde er durch Zwangsscheidung getrennt. Im Wiederaufnahmeverfahren wurde er am 23. Juli 1954 von den meisten Anklagepunkten freigesprochen, aber sein Verhalten während seiner Verhaftung 1942 wurde als weiterer Gesetzesverstoß als „Verbrechen gegen das Volk durch Volksverhetzung“ eingestuft und damit wurde er zu einem weiteren Jahr Gefängnis verurteilt, welches allerdings mit seiner vorherigen Haft als abgeschlossen angesehen wurde. Daraufhin wurde er freigelassen und war zwischen 1954 und 1956 Leiter der Arbeitsabteilung des Vereinigten Glühlampen- und Elektrizitätswerkes (Egyesült Izzólámpa és Villamossági Rt).

### Bürgermeister von Budapest, Wiederwahl ins Parlament und Arbeitsminister

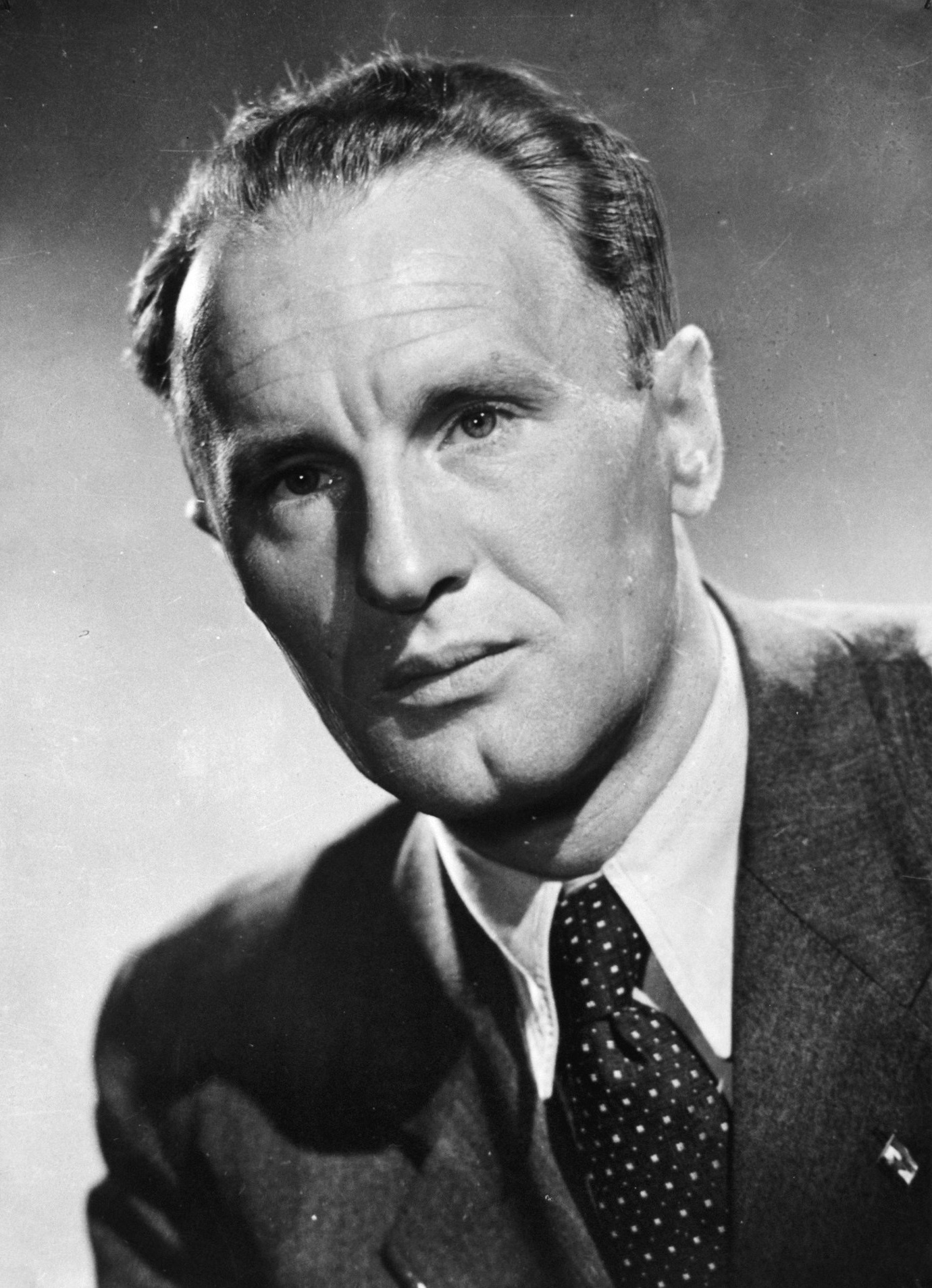
Der späterer Staats- und Parteichef János Kádár förderte seit Ende der 1940er Jahre die politische Laufbahn von József Veres.

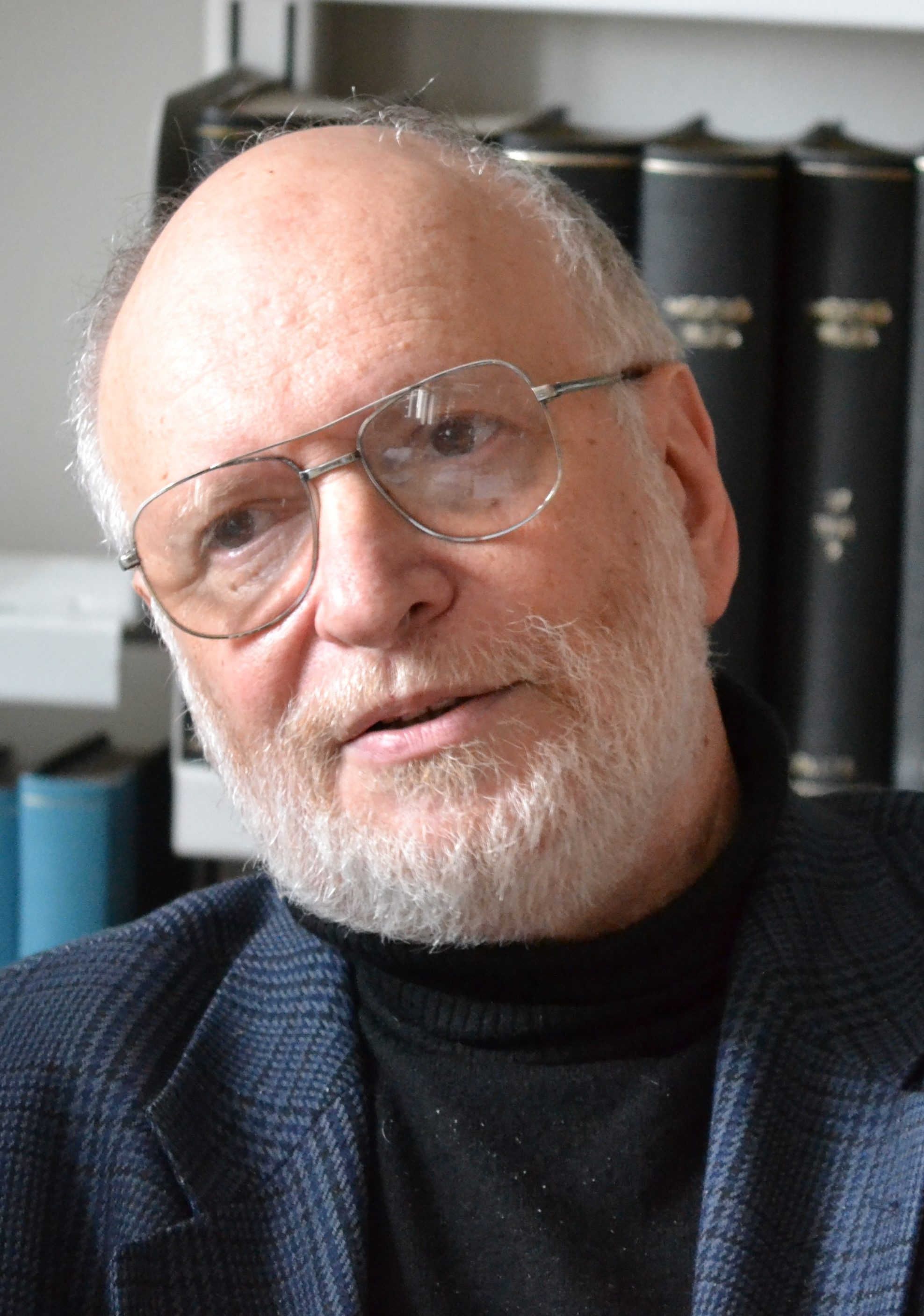
Der Sohn von József Veres ist der Literaturkritiker András Veres.

Durch Beschluss des Präsidentenrates des Obersten Gerichtshofs wurde József Veres am 1. September 1956 vollständig rehabilitiert. Nach der Niederschlagung des Ungarischen Volksaufstandes (23. Oktober bis 4. November 1956) trat er als einer der ersten in die aus der Partei der Ungarischen Werktätigen MDP (Magyar Dolgozók Pártja) hervorgegangene Ungarische Sozialistische Arbeiterpartei MSZMP (Magyar Szocialista Munkáspárt) ein, die von seinem alten Förderer János Kádár als Erster Sekretär des Zentralkomitees (ZK) geleitet wurde. Daraufhin war Veres zunächst zwischen 1956 und 1958 Erster Sekretär des Parteikomitees von Pesterzsébet, dem XX. Budapester Bezirk. Auf den Sitzungen des Budapester Temporären Exekutivkomitees der MSZMP im März 1957 befürwortete er die Ausweitung der Vergeltungsmaßnahmen aufgrund des Todes eines seiner engsten Freunde, Imre Mező, am 1. November 1956 und forderte gleichzeitig ein entschlossenes Vorgehen gegen die linke Restauration des Systems sowie gegen die sogenannten „ererbten“ Kader des früheren diktatorischen regierenden stalinistischen Ersten Sekretärs der MDP Mátyás Rákosi, der nach dem Volksaufstand in die Sowjetunion geflohen war. Gemeinsam mit dem stellvertretenden Vorsitzenden des Präsidialrates der Ungarischen Volksrepublik (Magyar Népköztársaság Elnöki Tanácsa) sowie früheren Bildungsminister József Révai, János Kádár und anderen gehörte er als Mitglied einer Sonderkommission, die sich im Namen der Staatsschutzbehörde ÁVH mit der Friedensbewegung katholischer Priester befasste.
Bei der Wahl vom 16. Mai 1958 wurde er auf der Budapester Liste für die Patriotische Volksfront (Hazafias Népfront) wieder zum Mitglied des Parlaments gewählt und gehörte diesem nach seiner Wiederwahl am 24. Februar 1963 bis zum 19. März 1963 an.
Am 12. Dezember 1958 wurde Veres als Nachfolger von Kálmán Pongrácz Vorsitzender des Exekutivkomitees des Budapester Stadtrates und damit Bürgermeister der Hauptstadt. Dieses Amt bekleidete er bis zum 19. März 1963 und wurde daraufhin von István Sarlós abgelöst. Auf dem VII. Parteikongress wurde er am 5. Dezember 1959 erstmals zum Mitglied des ZK der MSZMP gewählt und gehörte diesem nach seinen Wiederwahlen auf dem VIII. Parteikongress (24. November 1962), IX. Parteikongress (3. Dezember 1966), X. Parteikongress (28. November 1970), XI. Parteikongress (22. März 1975), XII. Parteikongress (27. März 1980) und auf dem XIII. Parteikongress (28. März 1985) bis zum XIV. Parteikongress (7. Oktober 1989) dreißig Jahre lang an.
Am 20. März 1963 übernahm József Veres im Kabinett Kádár II von Ödön Kisházi den Posten als Arbeitsminister (Munkaügyi miniszter) und bekleidete diesen auch im darauf folgenden Kabinett Kállai (30. Juni 1965 bis 14. April 1967) sowie im Kabinett Fock bis zum 30. Januar 1970. Als Arbeitsminister war er auch für soziale Sicherheit und soziale Angelegenheiten zuständig. Er trat am 30. Januar 1970 von seinem Ministerposten zurück, weil das Parlament seine Antwort auf eine Abgeordneten-Interpellation, die zuvor mit dem Parlament abgestimmt worden war, nicht akzeptierte. Sein Nachfolger als Arbeitsminister wurde daraufhin der spätere Ministerpräsident György Lázár. Als Arbeitsminister war er kraft Amtes auch Mitglied des Präsidiums des Nationalrates der Gewerkschaften SZOT (Szakszervezetek Országos Tanácsa). Im Anschluss fungierte er zwischen 1971 und 1989 noch als Vizepräsident der Ungarisch-Sowjetischen Freundschaftsgesellschaft MSZBT (Magyar–Szovjet Baráti Társaság). Als Alt-Kádárist und Anhänger von dessen Gulaschkommunismus befürchtete Veres auf den letzten Parteikongressen, der dynamische Pluralisierungsprozess könne zu einem „Marsch in den Kapitalismus“ und zur Wiederherstellung einer „bürgerlichen Gesellschaft“ führen.
József Veres war drei Mal verheiratet. Aus seiner ersten 1940 geschlossenen und 1951 zwangsgeschiedenen Ehe mit Mária Hanzel ging der Sohn András Veres (* 1945) hervor, einer der Leiter der Forschungsgruppe zu Dezső Kosztolányi und Attila József und einer der Herausgeber der Reihe kritischer Editionen von deren Werken, Co-Vorsitzender der Attila-József-Gesellschaft sowie Chefredakteur der literaturtheoretischen Zeitschrift Literatura. In zweiter Ehe war er von 1956 bis zur Scheidung 1970 mit Erzsébet Szabó († 7. April 1974) verheiratet. In dritter Ehe war er schließlich von 1973 bis zu seinem Tode 1993 mit Elza Torma verheiratet.

### Auszeichnungen
Veres wurde für seine langjährigen Verdienste mehrfach geehrt. Zu seinen Auszeichnungen gehören: Ungarischer Verdienstorden für die Freiheit (Magyar Szabadság Érdemrend, Silber, 1947), Offizierskreuz des Verdienstorden der Ungarischen Republik (Magyar Köztársasági Érdemrend, 1948), Verdienstorden der Ungarischen Volksrepublik III. Klasse (Magyar Népköztársasági Érdemrend, 1950), Gedenkmedaille der Arbeiter-Bauern-Macht (Munkás-paraszt Hatalomért emlékérem, 1957), Verdienstorden des Roten Banners der Arbeit (Munka Vörös Zászló érdemrendje, 1957, 1966, 1970), Verdienstorden für das sozialistische Vaterland (Szocialista Hazáért Érdemrend, 1967), Verdienstorden für Arbeit (Munka Érdemrend, Gold, 1968 und 1975), Gedenkmedaille zum Jubiläum der Befreiung (Felszabadulási Jubileumi Emlékérem, 1970), Verdienstorden für das sozialistische Ungarn (Szocialista Magyarországért Érdemrend, 1981) sowie Verdienstorden der Ungarischen Volksrepublik (Magyar Népköztársasági Érdemrend, 1986). 1977 wurde ihm des Weiteren das Offizierskreuz des Nationalen Verdienstordens der Republik Guinea verliehen.

## Veröffentlichungen
- A termelőszövetkezeti tagok munkaügyi jellegű jogvitái, Szegedi Ny., Szeged, 1968
- A mezőgazdasági termelőszövetkezeti tagsági munkajogviszony megszűnése, Szegedi Ny., Szeged, 1969
- A termelőszövetkezeti tagok jogai és kötelezettségei, TOT, Budapest, 1982

## Hintergrundliteratur
- Directory of Hungarian Officials, 1967 (Onlineversion)
- Directory of Hungarian Officials, 1979 (Onlineversion)